# Dombe jezik
Dombe jezik (ISO 639-3: dov), jedan od pet jezika podskupine tonga, šire skupine pravih bantu jezika. Govori ga oko 5 430 ljudi (2006) u distriktu Hwange u Zimbabveu u području Lukosi. Dombe je jedini tonga jezik iz Zimbabvea, ostala četiri su iz Zambije. Srodan je s tonga [toi], ostala tri tonga jezika su ila [ilb], sala [shq] i soli [sby].

## Vanjske poveznice
- Ethnologue (14th)
- Ethnologue (15th)